# Thanesar
Thanesar (en idioma hindí थानेसर) es una ciudad de la India, centro administrativo del distrito de  Kurukshetra en estado de Haryana. Se encuentra a orillas del río Ghaggar.
Se encuentra aproximadamente a 160 km al noroeste de Nueva Delhi.
Los hinduistas creen que en esta ciudad sucedió la mítica batalla de Kurukshetra, donde el rey dios Krishná habló el Bhagavad guitá a su amigo el príncipe Áryuna, momentos antes del comienzo de la guerra.

## Etimología
Originalmente esta ciudad se habría llamado Sthanuishuará
Después se habría deformado a Sthāneśvara (siendo sthāna: ‘sitio’ e īśvara: ‘dios’), del que derivó el actual Thanesar.
Sthanu Ishuará es el nombre de un liṅga (‘falo’) del dios Shivá.
Sthanú (‘estable, estático’) es un nombre del dios Shivá, que recuerda sus austeridades, en las que se quedaba quieto como un tronco de árbol durante días.

## Historia

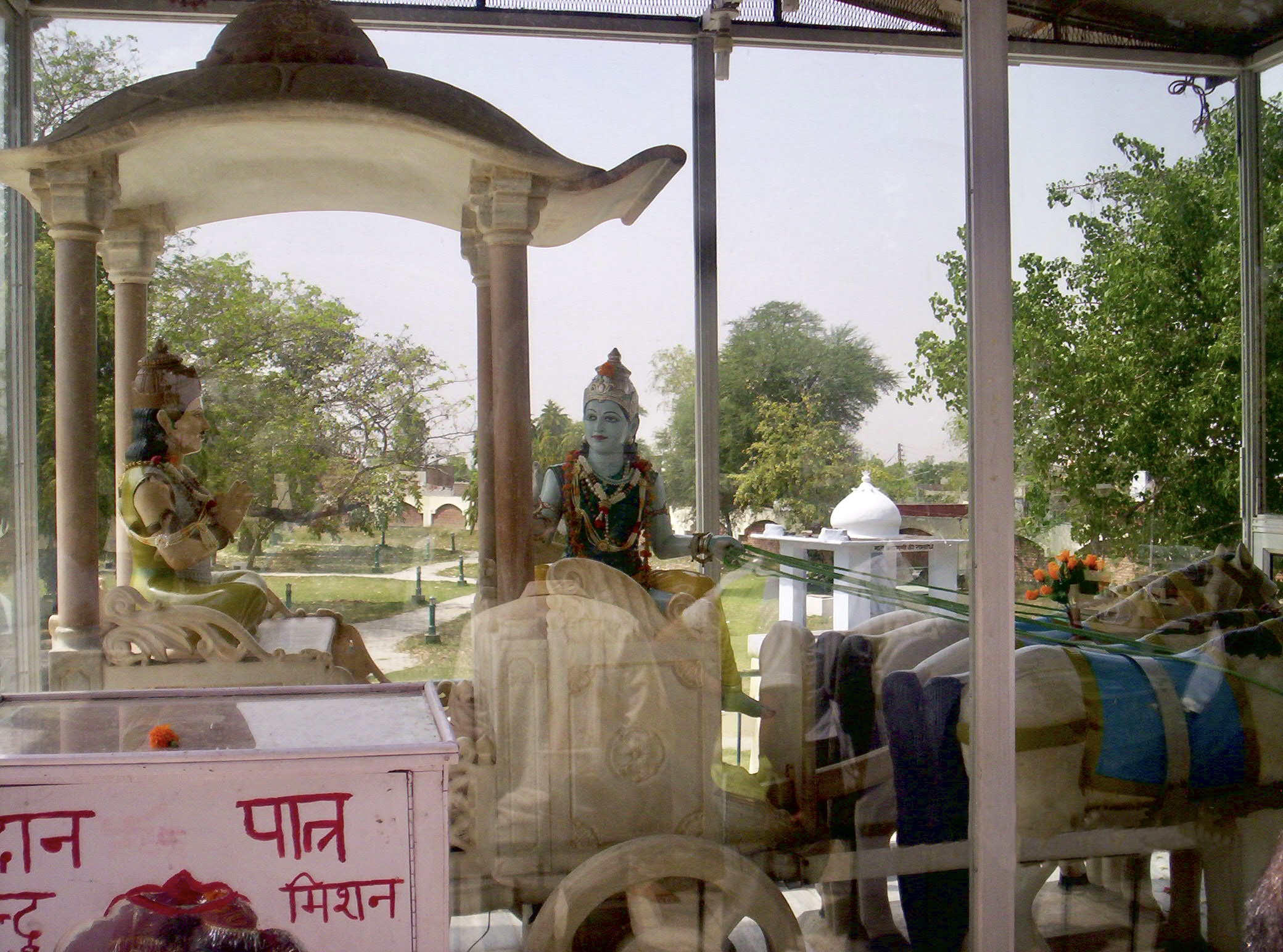
Jyotisar (pueblo cercano, donde también se cree que Krishná habló el Bhagavad Guitá).

La ciudad, que entonces se llamaba Sthanuishuará, fue la capital de la dinastía Pushyabhuti (o Vardhan). El rey Prabhakar Vardhan (siglo VI d. C.), padre de Jarsha Vardhana (r. 606-647), fue el gobernante de esta zona y el primer rey de la dinastía con su capital en Thanesar.

### Importancia religiosa
De acuerdo con el texto épico Majábharata, Krishná fue a un sitio llamado Kurukshetra con su familia desde la lejana Dwaraka a participar en una feria durante un eclipse solar (que desde tiempo inmemorial se considera inauspicioso en la India), mucho tiempo antes de la batalla de Kurukshetra
Según el texto Akbar nama (de Abul Fazl, el historiador de la corte), en 1567, el emperador mongol Akbar se enteró de esta historia y durante un eclipse solar quiso visitar Kurukshetra.
En esa época ya se creía que Kurukshetra había estado cerca de esta aldea Thanesar.
El biógrafo Fazl cuenta que en el eclipse en Kurukshetra los peregrinos se bañaban en el lago Brahma Sarovar (que actualmente se encuentra en el centro de la ciudad).
En la época del emperador mongol Sha Shaján (1592-1666), el viajero francés François Bernier (1625-1688) menciona que durante los eclipses solares, los hinduistas realizaban baños sagrados en el río Indo, el río Ganges y en los estanques sagrados de Thaneshwar.
Los historiadores investigan la relación de esta ciudad con la cultura del valle del Indo.
También existe la posibilidad de que el río Ghaggar sea el famoso río Sárasuati que es nombrado en los Vedás, que actualmente se cree desaparecido.

### Importancia religiosa e histórica
Se cree que el templo Sthaneshwar Mahadev mandir, cuya deidad presidente es el dios Shivá, es el templo más antiguo del lugar.
Otros sitios religiosos incluyen el lago Brahma Sarovar, el lago Sannihit Sarovar, Gurdwara 6.º Patashahi y el templo Devi Bhadrakali (que se cuenta entre los 51 Shakti Pithas de la India).
Cada vez que hay un eclipse solar en la India, llegan varios cientos de miles de peregrinos a la feria balnearia que se realiza en el lago Brahma Sarovar.
El fanático líder islámico suní mongol Mahmud de Ghazni (971-1030) saqueó Thanesar y mandó a destruir casi todos sus templos.

La ciudad de Taneshar es muy venerada por los hindúes. El ídolo de ese lugar se llama Chakra Suami (el dueño del disco, que es un arma con forma de disco que ya hemos descrito. Es de bronce, del tamaño de un hombre. Ahora está tirado acostado en el hipódromo en Ghazna, junto con el ídolo del Señor de Somnath, el cual es una representación del linga, que es el pene del dios Mahadeva.

En el Firishta dice:

En el año 402 [1011 d. C.] Mahmud resolvió conquistar Tahnesur, en el reino del Hindustán.
Había llegado a oídos del rey que los idólatras sentían la misma veneración hacia Tahnesur que los fieles hacia La Meca; que allí habían instalado un número de ídolos, y al principal lo llamaban Yagsoma, y pretendían que había existido desde la creación.

## Importancia para el sijismo
Thanesar también es importante para los sijes.
En el pasado fue visitado por
Gurú Amar Das,
Gurú Hari Rai,
Gurú Hari Krishan,
Gurú Tegh Bahadur y
Gurú Govind Singh.
En el lugar se conservan tres gurdwaras en memoria de ellos: Gurdwara Dasvin Patshahi, Gurdwara Tisari, Satvin Patshahi y Gurdwara Navin Patshahi.

## Relación de Thanesar con Kurukshetra
En los años cuarenta, Thanesar era una oscura aldea.
Después de la partición de la India (en 1947), se armó aquí un gran campo de refugiados, que se convirtió en el núcleo de esta localidad comercial.
Los hinduistas creían que la guerra nombrada en el texto épico Majábharata sucedió en esta zona. Sin embargo no se ha conservado ningún dato exacto del lugar, ni hay descripciones de los ríos, que permitieran deducir el lugar correcto en que podría haberse librado esa batalla.
Las autoridades estatales decidieron capitalizar la importancia mitológica del área, y en 1973 se creó una nueva área administrativa llamada distrito de Kurukshetra, del cual Thanesar es la ciudad cabecera.
Actualmente los turistas se refieren a Thanesar con el nombre de Kurukshetra.

## Thanesar en la actualidad
La moderna ciudad de Thanesar es un importante centro educativo; alberga
- la Kurukshetra University (Universidad de Kurukshetra),
- el National Institute of Technology, Kurukshetra (instituto nacional de tecnología de Kurukshetra),
  - antes llamado Regional Engineering College (Colegio Regional de Ingeniería), está situado en el frondoso campus de la Universidad de Kurukshetra. En 2009 tiene más de 1000 estudiantes.
- el UIET (University Institute of Engineering and Technology: instituto universitario de ingeniería y tecnología)[8] y
- el Shri Krishna Government Ayurvedic College (colegio aiurvédico gubernamental «Sri Krishná»).
- el KITM (Kurukshetra Institute of Technology & Management: instituto Kurukshetra de tecnología y administración),[9] ubicado a 10 km de la Kurukshetra University sobre la carretera a la ciudad de Pehowa (que queda a 30 km de Thanesar), cerca del pueblo Bhor Saidan.

## Geografía
Thanesar se encuentra a 29°59′N 76°49′E / 29.98, 76.82.
Tiene una elevación promedio de 232 m s. n. m..

## Demografía
Según estimación 2011 contaba con una población de 162 863 habitantes.

## Lugares de interés
- Brahma Sarovar, un lago sagrado de forma rectangular (1000 m × 460 m), con riberas de cemento. Los hinduistas creen que a sus orillas el rey dios Krishná habló el Bhagavad guitá a su amigo Áryuna, momentos antes del comienzo de la guerra. El Majábharata no menciona que hubiera algún lago o estanque cerca del campo de batalla.
- Templo Sthaneshuar Majadev.
- Sannihit Sarovar (de 120 m × 330 m) otro estanque sagrado, dedicado a Sárasuati (la diosa del conocimiento).
- Kurukshetra Panorama and Science Centre: centro «Panorama y Ciencia» de Kurukshetra, a 50 metros del estanque Sannihit. Un excelente cine con presentaciones de la mítica batalla del Majábharata.
- Museo Krishná, frente al Panorama. Exhibe pinturas actuales de la legendaria batalla de Kurukshetra, y artefactos arqueológicos relacionados con la cultura de la alfarería gris pintada (que podría estar relacionada con la cultura védica mencionada en el Majábharata.
- Dharohar (a 200 metros al oeste del lago Brahma Sarovar): parte de la Universidad de Kurukshetra (que ocupa todo el barrio suroeste de la ciudad de Thanesar), donde el visitante puede conocer la cultura y las tradiciones del Estado de Hariana.
- Tumba de Sheikh Chehli ka Makbra, monumento del periodo mongol. Se encuentra en la zona noroeste de la ciudad. Es mantenido por el Servicio Arqueológico de la India.

### Lugares cercanos
- Amin, pueblo situado a unos 8 kilómetros de la ciudad, conocido por las ruinas de un antiguo fuerte, situado a un nivel más alto que la aldea. La gente del lugar cree que fue construido por el mítico héroe hindú Abhimaniu (personaje del texto épico Majábharata, aunque éste no dice que Abhimaniu hubiera construido algún fuerte).
- Yiotisar, pueblo situado a 5 km al oeste de Thanesar. Piscicultura. La gente del lugar dice que Krishná habló aquí el Bhagavad guitá, y no en Thanesar.
  - Planetario Kalpana Chawla (en honor del teniente Chawla), a 3 km al oeste de Thanesar.
- Pehowa, ciudad a 25 km al oeste de Thanesar.
  - Reserva forestal Saraswati, a 8 km al oeste de Pehowa.